# Elliptio cistellaeformis
Elliptio cistellaeformis är en musselart som först beskrevs av Lea 1863.  Elliptio cistellaeformis ingår i släktet Elliptio och familjen målarmusslor. IUCN kategoriserar arten globalt som livskraftig. Inga underarter finns listade i Catalogue of Life.